# 한국씨티은행
한국씨티은행(영어: Citibank Korea Inc.)은 대한민국 서울특별시 종로구 신문로2가에 본사를 두고 있는 은행이다.

## 연혁
- 1967년 2월 - 씨티은행의 전신인 First National City Bank(FNCB)가 대한민국에 진출, 서울지점 설립
- 1983년 3월 - 한미은행 설립
- 1998년 6월 - 경기은행 P&A 방식으로 인수
- 2000년 9월 - 미국의 사모펀드인 칼라일이 한미은행의 1대 주주로 경영에 참여
- 2004년 11월 - 한미은행과 씨티은행 서울지점이 합병하여 한국씨티은행 출범(존속 법인: 한미은행)
- 2006년 6월 - 한미캐피탈(현 KB캐피탈) 매각
- 2010년 6월 - 한국씨티금융지주 출범
- 2014년 1월 - 씨티금융판매서비스 청산
- 2014년 10월 - 한국씨티금융지주 흡수합병
- 2016년 1월 - 한국씨티그룹캐피탈(현 OK캐피탈) 매각
- 2017년 10월 - 씨티크레딧서비스신용정보(현 제이엠신용정보) 매각
- 2019년 5월 - 중구 다동 본점 사옥 매각. 옛 다동 본점 건물은 케이스퀘어시티 빌딩으로 개칭.
- 2020년 4월 - 종로구 신문로2가로 본사 이전
- 2021년 12월 1일 - 소매금융 신규 가입 중단

## 영업점

### 국내 지점(2023년 12월 말)
- 지점 및 출장소: 26개

### 국외 지점(2017년 9월 말)
미국, 대만, 도미니카 공화국, 러시아, 루마니아, 마카오, 말레이시아, 멕시코, 바레인, 바하마, 방글라데시, 베네수엘라, 베트남, 브루나이, 싱가포르, 스리랑카, 아랍에미리트, 영국, 우루과이, 인도, 인도네시아, 중국, 태국, 파키스탄, 폴란드, 푸에르토리코, 필리핀, 호주, 홍콩 등에 있다.

## 국제현금카드
주요 27개국 씨티은행 ATM에서 1달러 + 인출금액의 0.2%를 수수료로 받는다. 씨티은행 ATM 이외의 수수료는 홈페이지를 참고한다. 본래는 국제현금카드 단독 발행이었지만 2014년 4월 21일부터 단독 발행이 중단되고, 씨티카드 발급 때 국제현금카드 기능을 넣어서 발행하는 방식으로 변경됐다.
발급비를 받되 외국 현금인출 수수료에서 차감해 주는 보증금제 방식으로 운영하기도 했으나, 2016년에 부활한 발급 수수료 체계에서는 외국 ATM 수수료 차감 혜택이 없다.
그 외에는 한국씨티은행의 국내전용 IC현금카드를 발급받을 때 금융결제원의 EXK 옵션을 추가하여 EXK 카드로도 받을 수 있다. 해당 현금카드의 발급 수수료는 없으나, EXK 옵션 추가는 사후에 할 수 없으므로 처음 신청할 때 반드시 신청서에 EXK를 체크해야 한다. 미국의 경우 NYCE가 EXK 제휴이기 때문에 EXK 카드로 인출해야 네트워크 수수료를 받지 않는다.

## 한미은행-씨티은행 흡수 합병에 의한 조치

### 존속 법인
기존 씨티은행 지점의 법인이 외국은행의 국내지점으로 한정되어 통합 후 영업의 제한이 있을 것이라는 전망 때문에, 국내 금융기관의 법인격을 갖고 있던 구 한미은행의 법인을 승계하는 것으로 확정처리하였다. 구 씨티은행의 경우 법인격의 완전 통합은 2007년 11월이라고 고시하였다. 사실상 존속 법인 문제는 씨티그룹에 의한 한미은행 흡수 합병 사실에 대해 어떤 영향을 주는 것이 없지만 일부 한미은행 입사자들 사이에서는 국내에서 한미은행이 씨티은행을 흡수 합병한 것이라고 주장하는 경우가 있다. 금융공동망 은행 코드도 한미은행이 사용하던 027번을 그대로 인계받았다.

### 전산통합 전 거래방법
2004년 11월, 구 한미은행의 모든 지점의 간판을 교체하고 한미은행 CI를 부착하여 통합 전까지는 계승하는 은행의 지점을 이용하도록 유도하였다. 구 씨티지점과 구 한미 지점간 입금은 금융공동망을 통한 타행환으로 취급하였으나, 수수료는 당행거래분으로 징수하였다. 통장거래의 경우에는 각자 계승하는 지점에서 밖에 할 수 없었으며, 카드거래의 경우 상호지점간 일부업무만 가능하였고, 수수료는 당행취급으로 하였다.

### 시스템 통합
구 한미은행의 고객수와 시스템의 크기가 구 씨티은행에 비해 방대하였기 때문에, 씨티은행의 AS400 시스템을 한미은행의 IBM 메인프레임 시스템으로 일괄 이관하였으며 동시에 CITISHARE 같은 국제업무 기능이 추가되었다.

### 계좌번호 체계 통합
구 한미은행의 경우 3-5-3(지점번호3-일련번호5-계정코드2-검증코드1)체계를 사용하였고, 구 씨티은행의 경우 2-2-6(지점번호2-계정코드2-일련번호5-검증코드1)체계를 사용하였기에, 구 씨티은행의 계좌에 한하여 3-5-3-2(3-5-3-일련번호2)체계로 변경하였다. 구 한미은행의 계좌의 경우 계좌번호 변동은 없었으며, 구 씨티은행의 10자리 계좌번호도 입금시 그대로 사용할 수 있도록 조치하였다.

### SWIFT CODE 통합
전산통합 전까지는 계승하는 은행의 SWIFT 코드를 사용하였다가, 전산통합 후 한동안 구 한미은행의 SWIFT 코드인 KOAMKRSE를 사용하였고, 2007년 5월 23일부로 CITIKRSX(구 씨티 코드)로 변경되었다.

### 현금카드 번호체계
구 한미은행은 현금카드에 19자리 번호를 체번하였고, 구 씨티은행은 국제현금카드에 16자리 번호를 체번하였다. 그리하여 통합후에는 국내용에는 19자리를, 국제현금카드에는 16자리를 체번하는 시스템으로 변동되었다.

### 현금카드 다계좌서비스
구 한미은행은 1카드 1계좌 연결시스템이었고, 구 씨티은행은 1카드 다계좌연결 시스템이었기 때문에 구 씨티은행의 다계좌연결서비스는 통합 후 폐지됨으로써 구 씨티은행카드의 주계좌만 사용할 수 있었다. 그리하여 통합씨티은행은 다계좌연결서비스를 희망하는 고객에게 IC현금카드에 복수계좌연결서비스를 이용해 달라고 요청을 하였다.

### 미국소득세법 관련
한국씨티은행은 씨티은행 뉴욕 본사의 대한민국 지점 형태이기도 하지만 , 대한민국의 은행 기업이기도 하다. 따라서 미국 연방법과 대한민국 법의 적용을 동시에 받으며 미국 시민권자와 대한민국 국민에 대한 소득세 산정 방법이 다르다. 따라서 대한민국 국민의 경우 계좌 개설시 "미국 소득세법 관련 지위확인서"에 서명을 받는다. 이로 인해 인천광역시의 시금고 입찰에서 시민단체의 반발이 발생하여 경기은행, 한미은행 시절부터 내려온 시금고 은행을 신한은행에 넘겨주는 계기가 되었다.

### 소매금융 철수
2021년 10월 29일에 단계적으로 소매금융 사업 철수를 한다고 발표하였다.
2021년 12월 1일에 카카오뱅크 씨티카드의 단종을 시작으로 소매금융 철수를 시작했다. 2022년 2월 15일부터 대부분의 소매금융 업무가 중단된다.

## 씨티카드(신용/체크)
인수합병 이전에는 씨티은행과 한미은행이 각각 자체 신용카드를 발행하였다. 2000년 11월 13일 한미은행이 신세계백화점카드 신용부문을 인수하였고, 2004년 씨티은행이 한미은행과 합병하면서 비씨카드 회원사 자격을 승계했다. 그 전에는 한미은행이 퇴출은행으로 결정된 경기은행을 인수 합병하여 비씨카드 회원사 자격을 승계했던 상태였다. 씨티카드의 경우 기프트 카드를 발급하지 않는다. 비씨카드는 비씨카드에서 제공하는 상품 외에는 독자적인 카드 상품이 없으며, 기프트카드는 비씨카드로 발급한다.
본래 신용카드만 씨티카드의 브랜드로 발행하고 체크카드는 비씨카드로 발행했으나, 2013년에 씨티카드 브랜드로 출시한 첫 체크카드인 "체크 + 신용카드"의 출시 이후에는 씨티BC 상품이 감소했고 2014년 3월에 씨티BC 체크카드는 모두 발행이 중단됐다.
씨티카드의 포인트인 씨티포인트는 유효기간이 없다는 장점이 있으나, 씨티 자체 체크카드 이용시에는 씨티포인트를 적립할 수 없고 체크카드 이용 실적에 따른 현금 캐시백이 이를 대신하고 있다.
카드 승인 내역과 전표매입(사용) 내역을 철저히 구분하고 있으며, 전표가 매입되면 카드 승인 내역에서 조회할 수 없고 카드 사용 내역으로 가서 조회해야 한다. 체크카드 이용시 캐시백은 매 익월(결제일) 일괄 캐시백이 아닌 전표 매입 후 캐시백이며, 인터넷뱅킹에서 조회시 캐시백 대상 거래는 할인(Discount)이라는 의미의 "D"로 표기해 준다.
씨티카드 조회시 신용카드와 체크카드는 별개의 메뉴를 이용한다. 인터넷뱅킹에서는 체크카드 전용 메뉴에서 조회해야 하며, 씨티카드 어플에서는 "체크 + 신용카드" 메뉴로 들어가서 승인 및 전표매입 조회를 해야 한다.
본래 KB국민카드의 전산망을 수탁하다가, 현재는 비씨카드의 전산망을 기반으로 한다. 비씨카드에 등록된 가맹점을 기준으로 서비스가 제공되며, 롯데백화점같은 일부 가맹점에서는 씨티카드 대신 비씨카드로 영수증에 찍히는 경우가 있다.
씨티 자체 체크카드의 경우, 국내전용은 발급 수수료가 없으나 비자카드로 발급받으면 발급 수수료가 있다. 한때 2014년까지 발급 수수료를 받고 있었다가 2015년에 폐지했지만, 2016년 2월부터 발급 수수료를 다시 받기 시작했다. 기존 씨티 자체 체크카드를 보유 중인 고객은 2016년 3월부터 발급 수수료를 받고 있다. 인터넷 신청과 창구 신청에 따라 발급 수수료가 다르므로 사전에 확인해야 한다. 분실/훼손/갱신에 따른 재발급 수수료는 없으나 유효기간 만료 후 재발급시에는 수수료를 받는다.
씨티 자체 체크카드는 간편결제 서비스같은 핀테크와 친하지 않다. 네이버페이, 페이코(온라인만), 카카오페이(온/오프 모두 가능), SK페이, 스마일페이, 삼성 페이(오프라인만)에만 카드 등록이 가능하다.
롯데카드와 더불어 씨티 자체 체크카드로는 한국철도공사의 철도 승차권을 구입할 수 없다. 씨티BC 체크카드로는 승차권 구입이 가능하다.
씨티 자체 체크카드는 비자카드로만 발행해 오다가 2017년부터 비자카드에서 마스터카드로 변경됐으며, 동년 3월에는 씨티BC 체크카드의 갱신/훼손 재발급이 전면 중단됐다.
2019년에는 원화통장 - 외화통장 2중연계 마스터 체크카드인 "글로벌월렛"을 출시했다. 단, 달러 원금을 할증 없이 홀드한 후 결제하는 신한카드의 체인지업과 달리 글로벌월렛은 달러 금액을 5% 할증해서 홀드한 후 결제한다.
2020년에는 카카오뱅크 제휴 비자 신용카드를 내놓았다. 동시에 이 무렵에는 자체 신용/체크카드의 카카오페이 오프라인 카드 결제를 지원하기 시작했다.
2021년 12월 1일에 카카오뱅크 씨티카드의 단종을 시작으로, 2022년 2월 15일부터 모든 카드의 신규 발급이 중지됐다.
한국씨티은행의 소매금융 철수 이후 비씨카드에서 한국씨티은행 임원 출신 인사를 영입했는데, 이후에 나온 바로BC카드 상품에 씨티의 상품명이 들어가 있어서 표절 논란이 일고 있다.

### 발급 브랜드
씨티카드
- 비자카드와 마스터카드를 모두 취급한다. 단, 체크카드는 비자카드로 발행해 오다가, 2017년 신규 발급분부터 마스터카드로만 발행했다.

비씨카드
- VISA / MASTER / (법인카드를 제외한 나머지는 발급 중단)

### 후불교통카드(현재는 이용 불가)
- 대중교통

| 지하철/버스사용          | 사용가능지역                                                             |
| 지하철 버스 사용지역     | 수도권(서울, 경기, 인천 - 서해선 광역전철 포함), 부산(동해선 제외), 대구 |
| 버스 전 사용지역         | 제주                                                                     |
| 경북 일부 버스 사용 지역 | 포항, 경산, 고령, 영천, 성주, 청도, 울릉                                 |
| 경전철 사용 지역         | 의정부, 용인, 김해~부산, 우이신설                                        |

- 유료도로

| 사용지역 | 사용가능도로                                        |
| 서울     | 남산터널(1,3호), 우면산터널, 용마터널, 강남순환도로 |
| 인천     | 문학터널, 만월산터널, 인천대교                      |
| 대구     | 동부순환도로(범안로)                                |
| 고속도로 | 한국도로공사 구간, 신공항하이웨이                   |

## 같이 보기
- 대한민국의 금융기관 목록